# Sonoko Chiba
Sonoko Chiba (千葉 園子, Chiba Sonoko), née le 15 juin 1993, est une joueuse internationale de football japonaise.

## Biographie
Le 2 juin 2016, elle fait ses débuts avec l'équipe nationale japonaise contre l'équipe des États-Unis. Elle compte 5 sélections en équipe nationale du Japon entre 2016 à 2017.

## Statistiques
Le tableau ci-dessous présente les statistiques de Sonoko Chiba en équipe nationale
| Équipe du Japon | Équipe du Japon | Équipe du Japon |
| Année           | Matchs          | Buts            |
| --------------- | --------------- | --------------- |
| 2016            | 3               | 0               |
| 2017            | 2               | 0               |
| Total           | 5               | 0               |